# Biały Zdrój (Sławoborze)
Biały Zdrój (deutsch Balsdrey) ist ein Dorf in der Woiwodschaft Westpommern in Polen. Es gehört zur Gemeinde Sławoborze (Stolzenberg) im Powiat Świdwiński (Schivelbein).

## Geographische Lage
Biały Zdrój liegt acht Kilometer nördlich von Świdwin, einen Kilometer östlich der Woiwodschaftsstraße 162 von Kołobrzeg (Kolberg) nach Drawsko Pomorskie (Dramburg). Am Jezioro Bystrzyna Małe (Klein Beustriner See) gelegen, grenzt der Ort im Norden an den 177 Meter hohen Klorowka (Klorberg). Die nächste Bahnstation ist Świdwin.

## Geschichte
Die erste urkundliche Erwähnung findet Balsdrey im Jahr 1498, als der Landvogt Berendt Rhor im Namen von Johann Cicero,  Markgraf von Brandenburg, Drewes Zibell das Schulzenamt zu Balsdrey verleiht. 1540 kam das Dorf an den Johanniterorden, und im Jahr 1736 wurden in Balsdrey ein Lehnschulze, vier Bauern und etliche wüste Bauernhöfe gezählt. 1803 gab es sechs Feuerstellen und 51 Einwohner, und 1884 waren in der Gemeinde drei Gutsbesitze, zwei Bauern, ein Büdner und zwei Altsitzer ansässig.
Drei Gutsbesitzer hat der Ort auch noch im Jahr 1928, ergänzt um einen Bauernhof in der zugehörigen Ortschaft Niederhof (Miedzno).
1939 hatte der Ort 176 Einwohner in 43 Haushaltungen bei einer Gemeindefläche von 1208,5 Hektar.
Früher zum Landkreis Schivelbein gehörig, kam der Ort 1932 zum Landkreis Belgard (Persante). Er gehörte zum Amts- und Standesamtsbezirk Nelep (Nielep) im Amtsgerichtsbereich Schivelbein.
Infolge des Zweiten Weltkrieges wurde Balsdrey polnisch und gehört heute als Biały Zdrój zur Landgemeinde Sławoborze.

## Kirche
Balsdrey war bis 1945 in das Kirchspiel Grössin eingepfarrt und gehört zum Kirchenkreis Schivelbein in der Kirchenprovinz Pommern der evangelischen Kirche der Altpreußischen Union.
Heute liegt Biały Zdrój im Kirchspiel Koszalin (Köslin) in der Diözese Pommern-Großpolen der Evangelisch-Augsburgischen Kirche in Polen.